# Werfer-/Hochspringer-Länderkampf der Männer und Frauen 1972 BR Deutschland – Ungarn
| 2./3. Leichtathletik-Länderkampf mit bundesdeutscher Beteiligung 1972      | 2./3. Leichtathletik-Länderkampf mit bundesdeutscher Beteiligung 1972 |
| -------------------------------------------------------------------------- | --------------------------------------------------------------------- |
|                                                                            |                                                                       |
| Werfer-/Hochspringer-Vergleich, Männer und Frauen: BR Deutschland – Ungarn |                                                                       |
| Austragungsort                                                             | Mainz                                                                 |
| Wettbewerbe                                                                | Männer: 5 / Frauen: 4                                                 |
| Datum                                                                      | 3. Juni                                                               |
| Männer: 1. FRG 2. HUN                                                      | 57 Punkte 53 Punkte                                                   |
| Frauen: 1. FRG 2. HUN                                                      | 46 Punkte 42 Punkte                                                   |
| Chronik                                                                    |                                                                       |
| ← FRG-GBR Geher (M)                                                        | POL-FRG-ROU 10kampf (M) →                                             |

Der zweite und gleichzeitig dritte Vergleich des Länderkampfjahres 1972 bestanden in einer neuen Form eines Länderkampfs. In dieser neuen Veranstaltung traten alleine die Werfer und Hochspringer an. Am 3. Juni in Mainz trafen die bundesdeutschen Männer und Frauen dabei auf Ungarn. Die Begegnung wurde gemeinsam ausgetragen, aber getrennt gewertet.

## Wettbewerbe und Modus
Sowohl in der Männer- als auch der Frauenbegegnung wurde das damalige komplette Wettbewerbsprogramm im Bereich Wurf/Stoß (Männer: vier Disziplinen / Frauen: drei Disziplinen) und dazu für beide Geschlechter der Hochsprung ausgetragen. Jedes Team stellte je drei Teilnehmer pro Wettbewerb, die alle gewertet wurden. Die Punkte wurden folgendermaßen verteilt: 1. Platz: 7 P / 2. Pl.: 5 P / 3. Pl.: 4 P / 4. Pl.: 3 P / …

## Ergebnisse
Die Gesamtresultate fielen sowohl bei den Männern als auch bei den Frauen knapp aus:
| Tabelle 1                         |                                   |                                   |                                   |
| Offizielles Gesamtresultat Männer | Offizielles Gesamtresultat Männer | Offizielles Gesamtresultat Frauen | Offizielles Gesamtresultat Frauen |
| 1. FRG 2. HUN                     | 57 Punkte 53 Punkte               | 1. FRG 2. HUN                     | 46 Punkte 42 Punkte               |

Darüber hinaus gab es inoffizielle Wertungen für zwei Teilbereiche:
| Tabelle 2                               |                                         |                                         |                                         |
| Inoffizielles Resultat Wurf/Stoß Männer | Inoffizielles Resultat Wurf/Stoß Männer | Inoffizielles Resultat Wurf/Stoß Frauen | Inoffizielles Resultat Wurf/Stoß Frauen |
| 1. FRG 2. HUN                           | 50 Punkte 38 Punkte                     | 1. FRG 2. HUN                           | 34 Punkte 32 Punkte                     |

| Tabelle 3                                |                                          |                                          |                                          |
| Inoffizielles Resultat Hochsprung Männer | Inoffizielles Resultat Hochsprung Männer | Inoffizielles Resultat Hochsprung Frauen | Inoffizielles Resultat Hochsprung Frauen |
| 1. HUN 2. FRG                            | 15 Punkte 7 Punkte                       | 1. FRG 2. HUN                            | 12 Punkte 10 Punkte                      |

## Einzelresultate Männer

### Hochsprung
| Platz | Athlet           | Land | Höhe (m) |
| ----- | ---------------- | ---- | -------- |
| 1     | József Tihanyi   | HUN  | 2,18     |
| 2     | István Major     | HUN  | 2,18     |
| 3     | Hermann Magerl   | FRG  | 2,15     |
| 4     | Endre Kelemen    | HUN  | 2,12     |
| 5     | Ingomar Sieghart | FRG  | 2,12     |
| 6     | Rudi Urban       | FRG  | 2,09     |

### Kugelstoßen
| Platz | Athlet            | Land | Weite (m) |
| ----- | ----------------- | ---- | --------- |
| 1     | Vilmos Varjú      | HUN  | 19,92     |
| 2     | Ralf Reichenbach  | FRG  | 19,46     |
| 3     | Gerhard Steines   | FRG  | 18,82     |
| 4     | Sándor Javeli     | HUN  | 18,06     |
| 5     | Traugott Glöckler | FRG  | 17,78     |
| 6     | Gergely Nagy      | HUN  | 17,73     |

### Diskuswurf
| Platz | Athlet             | Land | Weite (m) |
| ----- | ------------------ | ---- | --------- |
| 1     | Géza Fejér         | HUN  | 61,98     |
| 2     | Ferenc Tégla       | HUN  | 61,58     |
| 3     | Hein-Direck Neu    | FRG  | 59,34     |
| 4     | Klaus-Peter Hennig | FRG  | 58,78     |
| 5     | Dirk Wippermann    | FRG  | 57,88     |
| 6     | János Murányi      | HUN  | 57,86     |

### Hammerwurf
| Platz | Athlet             | Land | Weite (m) |
| ----- | ------------------ | ---- | --------- |
| 1     | Karl-Hans Riehm    | FRG  | 73,92     |
| 2     | Uwe Beyer          | FRG  | 73,30     |
| 3     | Edwin Klein        | FRG  | 72,44     |
| 4     | Sándor Eckschmiedt | HUN  | 71,96     |
| 5     | István Encsi       | HUN  | 71,78     |
| 6     | Gyula Zsivótzky    | HUN  | 68,46     |

### Speerwurf
| Platz | Athlet           | Land | Weite (m) |
| ----- | ---------------- | ---- | --------- |
| 1     | Klaus Wolfermann | FRG  | 84,66     |
| 2     | Miklós Németh    | HUN  | 83,18     |
| 3     | Günter Glasauer  | FRG  | 80,88     |
| 4     | Karl John        | FRG  | 79,46     |
| 5     | Sándor Boros     | HUN  | 78,50     |
| 6     | József Czik      | HUN  | 78,30     |

## Einzelresultate Frauen

### Hochsprung
| Platz | Athletin        | Land | Höhe (m) |
| ----- | --------------- | ---- | -------- |
| 1     | Magdolna Komka  | HUN  | 1,82     |
| 2     | Ulrike Meyfarth | FRG  | 1,79     |
| 3     | Renate Gärtner  | FRG  | 1,76     |
| 3     | Ellen Mundinger | FRG  | 1,76     |
| 5     | Andrea Mantay   | HUN  | 1,76     |
| 6     | Edith Samuel    | HUN  | 1,70     |

### Kugelstoßen
| Platz | Athletin           | Land | Weite (m) |
| ----- | ------------------ | ---- | --------- |
| 1     | Judit Bognár       | HUN  | 17,58     |
| 2     | Eva Veres          | HUN  | 17,00     |
| 3     | Liesel Westermann  | FRG  | 16,49     |
| 4     | Sigrun Kofink      | FRG  | 15.52     |
| 5     | Brigitte Berendonk | FRG  | 15.35     |
| 6     | Edith Armuth       | HUN  | 14,06     |

### Diskuswurf
| Platz | Athletin             | Land | Weite (m) |
| ----- | -------------------- | ---- | --------- |
| 1     | Liesel Westermann    | FRG  | 61,70     |
| 2     | Jolán Kleiber        | HUN  | 56,90     |
| 3     | Brigitte Berendonk   | FRG  | 56,90     |
| 4     | Judit Abaházi        | HUN  | 54,02     |
| 5     | Anne-Chatrine Rühlow | FRG  | 53,10     |
| 6     | Susza Nyitrai        | HUN  | 52,22     |

### Speerwurf
| Platz | Athletin           | Land | Weite (m) |
| ----- | ------------------ | ---- | --------- |
| 1     | Ameli Koloska      | FRG  | 61,02     |
| 2     | Magdolna Paulányi  | HUN  | 57,56     |
| 3     | Angéla Ránky       | HUN  | 57,20     |
| 4     | Christa Peters     | FRG  | 55,24     |
| 5     | Anneliese Gerhards | FRG  | 54,74     |
| 6     | Mária Kucserka     | HUN  | 52,58     |